# Segretaria tutto fare
Segretaria tutto fare (Miss Grant Takes Richmond) è un film del 1949 diretto da Lloyd Bacon.

## Trama
Ellen Grant, una giovane segretaria, scopre che l'ufficio dove lavora è un paravento per attività disoneste ma saprà convincere il suo capo Dick Richmond a tornare sulla retta via e anche a farsi sposare da lui.